# Oschatz
Oschatz (česky též zastarale Ožice) je velké okresní město v německé spolkové zemi Sasko. Je nazývané „Město v srdci Saska“ a má přibližně 14 tisíc obyvatel. Leží v zemském okrese Severní Sasko asi 55 km východně od Lipska na železniční trati mezi Lipskem a Drážďanami.

## Geografická charakteristika
Oschatzem protéká říčka Döllnitz (Dolenice), která asi po 15 km ústí v Ryzavě do Labe. Okolí je bohaté na lesy (chráněná krajinná oblast Wermsdorfský hvozd s Collmem, Dahlenské vřesoviště).
Průměrná roční teplota v Oschatzu je 8,6 °C, roční úhrn srážek 572 mm.

## Členění města
- Oschatz
- Kleinforst
- Altoschatz
- Fliegerhorst
- Leuben
- Limbach
- Lonnewitz
- Mannschatz
- Merkwitz
- Schmorkau
- Striesa
- Thalheim
- Zöschau
- Zschöllau

## Dějiny
Zdejší místo byl osídleno před staletími. Jméno se odvozuje od starého místního slovanského názvu Oscec (Ozzec = zásek, porub, znamená totéž co Osek), přináležícího burgwardu starých Srbů a Němců situovaném v Starém Oschatzu (Altoschatz).
- 1200 první zmínka (svědkem nějakého právního úkonu Johannes de Ozzetz);
- 1238 zmínka v listině markraběte Jindřicha III. Míšeňského;
- 1246 nejstarší prameny v městském archivu;
- 1344 první zmínka o občanské hlídce Geharnischten zřízené svazkem obcí Oschatz, Torgau a Grimma; Geharnischten měli za úkol potírat zločinecké tlupy v okolí;
- 1365 první zmínka o učiteli;
- 1377 první zmínka o „Vestung“ (pevnosti?);
- 1382 kopie pergamenového rukopisu saského městského práva (od 1550 v majetku města);
- 1394 první zmínka o právu konat trhy;
- 1429 město zpustošeno husity;
- 1477 výstavba radnice na Novém Trhu;
- 1478 město dosáhlo vlastního soudnictví;
- 1539 město se stává protestantským (dopisy Luthera, Melanchthona a Justa Jonas staršího v městském archivu);
- 1566 téměř třetinu obyvatel města vyhubil mor (z 3000 zemřelo 900 lidí);
- 1616 první požár města: vyhořelo 440 domů a stodol;
- 1628 Oschatz dosáhl počtu asi 3500 obyvatel, čím se počítal mezi největší saská města;
- 1637 asi 2000 obyvatel zemřelo na mor, přežilo asi 100 rodin;
- 1769 zavedena povinná školní docházka (pod sankcí trestu);
- 1795 magistr Carl Gottlieb Hering jako varhaník a zástupce rektora v městské škole (píseň pro děti: „Hopp, hopp, hopp, Pferdchen, lauf Galopp“, 1807, „Morgen Kinder wird's was geben“, 1809);
- 1838 město napojeno na německou železniční síť;
- 1842 druhý požár města: vyhořelo 375 budov;
- 1867 ve městě ubytován 1. hulánský regiment 1. královské saské divize;
- 1885 výstavba úzkorozchodné trati do Mohelné;
- 1894–1895 výstavba městské nemocnice;
- 1945 válka město moc nezasáhla, 27. dubna převzala moc americká armáda, avšak na základě dohody ji pak musela k 5. květnu 1945 předána sovětské armádě;
- 1979 Oschatz dosáhl 18 804 obyvatel;
- 2006 vystrojení 4. saské zemské výstavy.

### Původ jména

#### Podle básničky Ludwiga Bechsteina
Císař přemýšlí nad jménem pro město na Döllnitzu a ptá se své ženy: „Jak bych měl to město pojmenovat?“.
A jeho žena odpoví: „Oh Schatz... (miláčku)“.

#### Etymologický
Původ jména je slovanský. Základem je slovo Ozetsch (mýtit, vykácet), tedy: žít na místě, které bylo vymýceno.

## Památky a zajímavosti

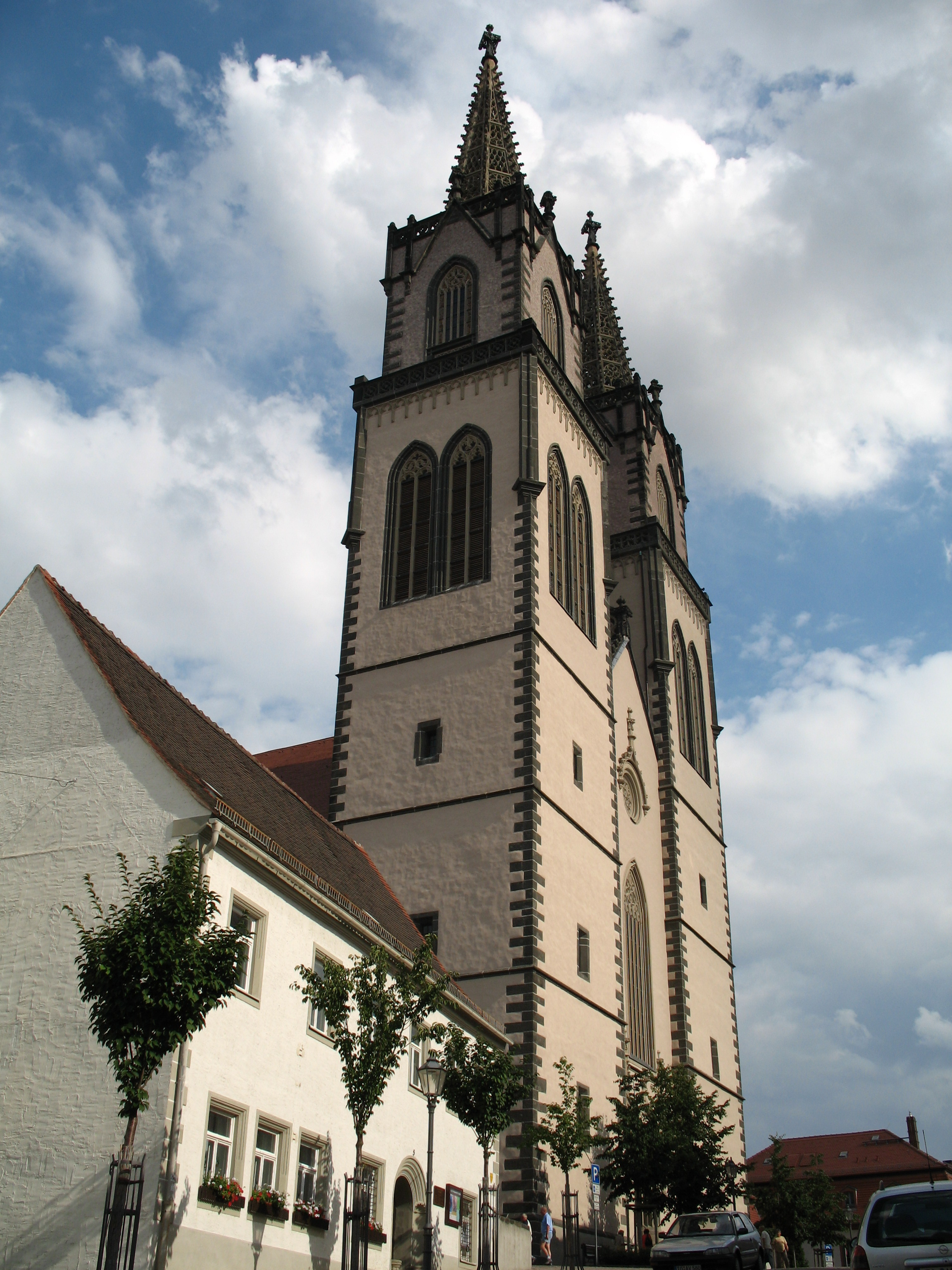
Kostel sv. Jiljí (Egidia)

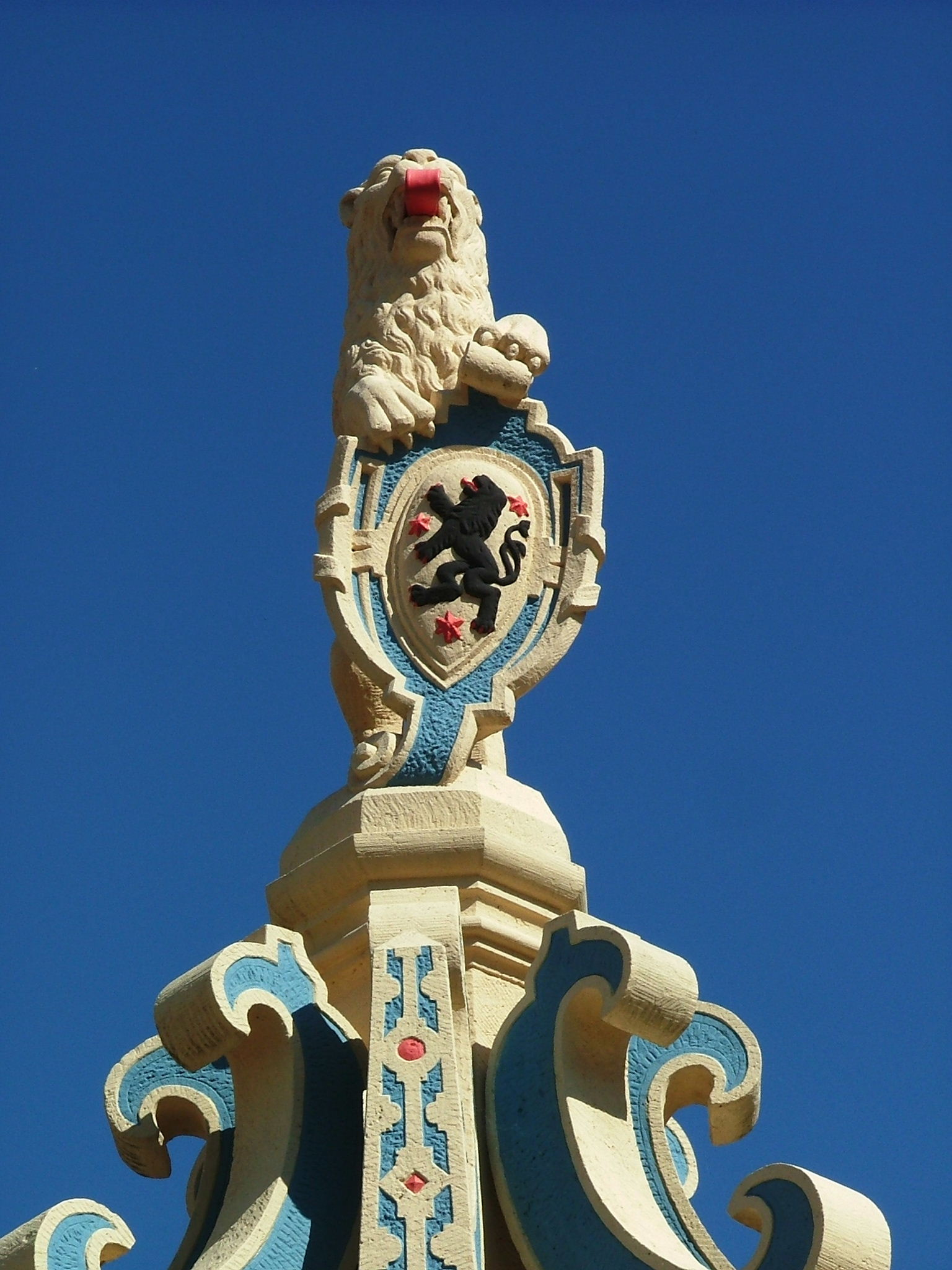
Znak Oschatzu: lev (z kašny na Novém trhu-Neumarkt)

- Turistické cesty a cyklostezky vedou Oschatzkým městským lesem, kolem zříceniny zámku Osterlandu (1211/1212) ke Collmbergu (312 m) a chráněné krajinné oblasti Wermsdorfský hvozd. Odpočinková je též cesta k nedalekému Dahlenském vřesovišti;
- Döllnitzká dráha (Döllnitzbahn) je úzkorozchodná trať spojující Oschatz-Mügeln-Kemmlitz/Glossen, lidově nazývaná „Wilder Robert“ (nezkrocený, divoký Robert) nebo „Mügeln–Mutzschen–Mailand–Rom“. Dosud je v provozu, např. je nasazována k dopravě žáků. Rozchod koleje činí 750 mm, nejvyšší rychlost 30 km/h, celková délka 17 km. Cesta vede měnící se krajinou;
- radnice se skvostným renesančním štítem; po požáru roku 1842 byl pod vedením významného drážďanského stavebního mistra Gottfrieda Sempera obnoven;
- kostel sv. Jiljí (Egidia) s dvěma 75metrovými věžemi; po požáru roku 1842 znovu postaven Karlem Alexanderem Heideloffem (1846–1849); věžní byt obývala až do roku 1970 rodina Quietzschova, lze si jej prohlédnout;
- jednou z nejstarších budov města je středověký klášterní kostel, dochovává se v něm stavební styl bývalých františkánských klášterů. Naproti němu stojí Alžbětina kaple (Elisabeth-Kapelle) se zajímavými freskami;
- zbytky městské hradby s ochozem a dvěma strážními věžemi, budovy Ratsfronfeste (1574[4]) a Amtsfronfeste jsou svědky středověkého Oschatzu;
- trhová kašna z roku 1589, zbytky městských hradeb s dvěma věžemi z roku 1377 a 1488;
- městské muzeum s mučírnou (Folterkammer) z roku 1574 a kopií saského městského práva;
- muzeum vah (Waagenmuseum);
- zřícenina zámku Osterland;
- saská zemská zahradní výstava 2006 (od 22. dubna do 8. října konaná v okrsku zahradní výstavy v městském parku, zajímavostí je 8,6 m dlouhý a 2,5 m široký most z textilobetonu;
- kabaretiér Jürgen Hart z Academixeru jednou odpověděl na otázku, kde se mluví nejčistší německou saštinou, tj. durynsko-hornosaským dialektem, tak, že řekl: „Oschatz, neboť se zde mísí vliv Lipska a Drážďan“.

## Doprava
- Připojení na dálnici A14;
- spolková silnice č. 6 prochází městem;
- spolková silnice č. 169 vede několik kilometrů kolem městě a slouží napojení na dálnici A14;
- lipsko-drážďanská železnice;
- Döllnitzká dráha
- letiště Oschatz

## Partnerská města

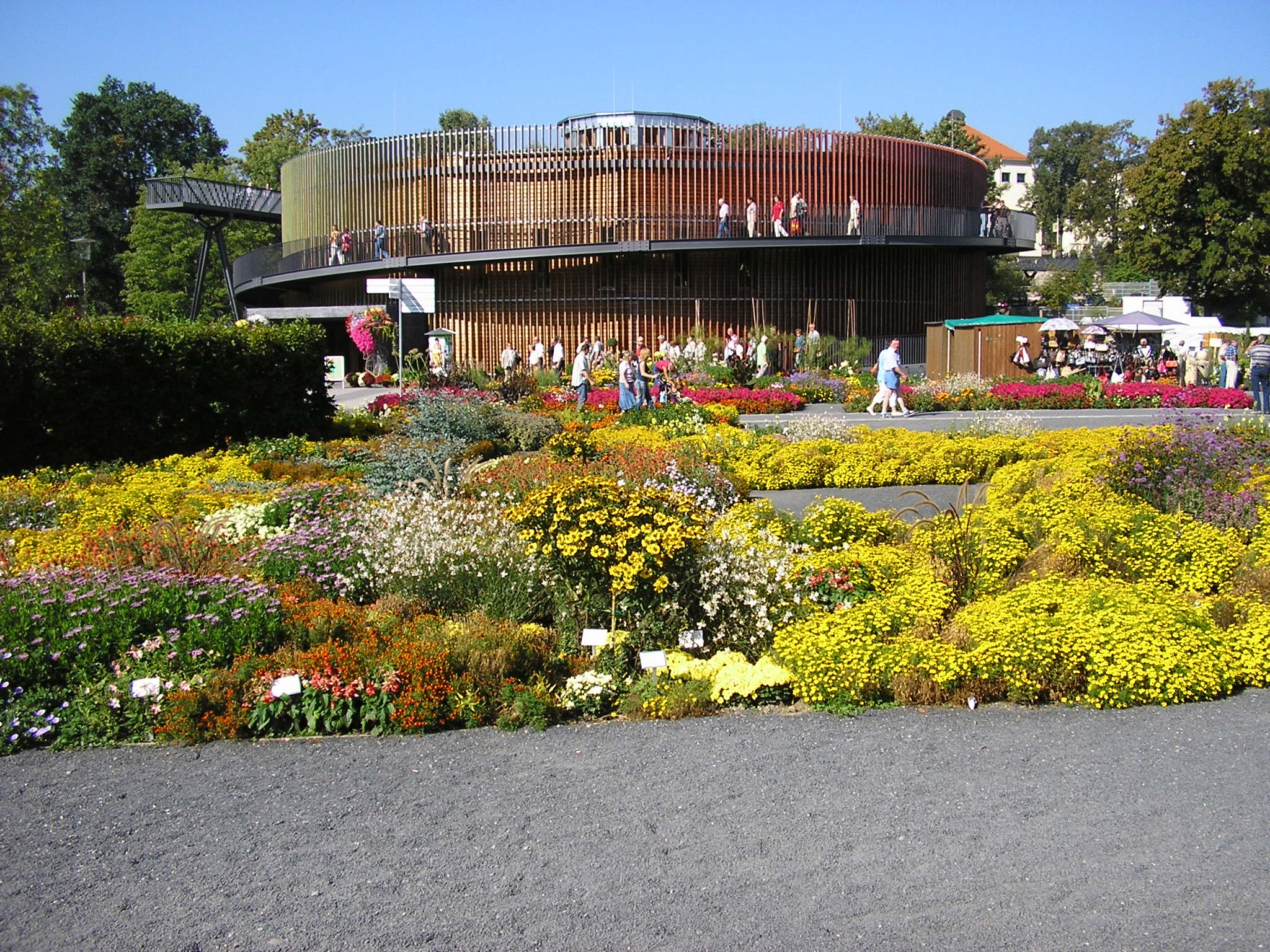
Zemská zahradní výstava (Landesgartenschau) 2006

- Vénissieux (Francie), od 1964)
- Třebíč (Česko, od 1988)[5][6]
- Blomberg (Severní Porýní-Vestfálsko, od 1990)
- Filderstadt (Bádensko-Württembersko, od 1990)
- Starogard Gdański (Polsko, od 2000)

### KTřebíči a Oschatzu
Družba Třebíče a Oschatzu byla navázána ku příležitosti oslav 750 let města Oschatzu. Součástí kulturního programu bylo dne 7. října 1988 vystoupení národopisného souboru Třebíčan. Družební dohoda byla podepsána o dva dny později. Ve smlouvě se obě města zavázala vyměňovat si zkušenosti a prohlubovat vzájemnou spolupráci.
Roku 2006 se Třebíč představila na saské zemské zahradní výstavě zřízením družební zahrady, složené z bludných žulosyenitových balvanů, sadových úprav, atypických laviček a kovaných symbolů města.